# Francis Needham (4e comte de Kilmorey)
Francis Charles Adelbert Henry Needham, 4e comte de Kilmorey (26 novembre 1883 - 11 janvier 1961), titré vicomte Newry jusqu'en 1915, est un officier de la Royal Navy et pair anglo-irlandais.
En 1916, il est nommé pair représentant irlandais, pour siéger à vie à la Chambre des lords représentant l'Irlande. Aucun de ces pairs n'a été nommé après l'indépendance de l'État libre d'Irlande en 1922, et lorsque Kilmorey meurt en 1961, il est le dernier survivant.

## Jeunesse
Kilmorey est le fils aîné de Francis Needham (3e comte de Kilmorey) et d'Ellen Constance Baldock. Il fait ses études au collège d'Eton et au collège militaire de Sandhurst. Il est issu d'une famille éminente d'Ulster ayant des racines dans le Cheshire.

## Carrière militaire
Il est officier dans le 3e bataillon de milice du King's Shropshire Light Infantry en 1901, et en mars 1902 transféré au 1st Life Guards en tant que sous-lieutenant. Il est à nouveau promu lieutenant en 1904 et capitaine en 1907. Il démissionne de sa commission en 1911. Il retourne dans l'armée pendant la Première Guerre mondiale, atteignant le grade de major. En 1930, il est nommé capitaine de la Royal Naval Volunteer Reserve, grade dans lequel, de 1930 à sa retraite en 1946, il est commandant de la division Ulster de la Royal Navy Volunteer Reserve basée sur le HMS Caroline dans le port de Belfast (aujourd'hui un musée). Il est nommé officier de la division militaire de l'ordre de l'Empire britannique lors de la cérémonie d'anniversaire de 1936.

## Carrière politique
Il est haut-shérif du comté de Down en 1913, lord-lieutenant du comté de Down de 1949 à 1959 et vice-amiral d'Ulster de 1937 à 1961. De 1916 jusqu'à sa mort, Kilmorey siège à la Chambre des lords comme pair représentant irlandais, devenant le dernier représentant irlandais survivant. En 1936, il est admis au Conseil privé d'Irlande du Nord.

## Famille
Lord Kilmorey épouse Lady Norah Frances Hastings, fille de Warner Hastings, en 1920. Ils ont deux filles. Il décède en janvier 1961, à l'âge de 77 ans, au siège familial de Morne Park. Il est remplacé dans ses titres par son neveu Patrick Needham (5e comte de Kilmorey).
Le domaine de Morne Park Estate, de quelque 800 acres (3,237485136 km2), dans le comté de Down, en Irlande du Nord appartient actuellement à la famille Anley, descendante de Lady Eleanor Needham, fille aînée du 4e comte de Kilmorey.